# مايكل شين
مايكل كريستوفر شين (بالإنجليزية: Michael Christopher Sheen)‏ هو ممثل ويلزي من مواليد 5 فبراير 1969. بعد تلقيه تدريب في الأكاديمية الملكية للفنون المسرحية في لندن، بدأ مسيرته الفنية الأحترافية عام 1991 مع مسرحية هي رقصت. خلال التسعينات عمل بشكل رئيسي في المسرح وبرز في روميو وجولييت (1992) ولا تعبث مع الحب (1993) وبير جينت (1994) والنورس (1995) وهنري الخامس (1997) وأماديوس (1998-1999) وكاليجولا (2003).
منذ الحين أصبح مايكل شين فنان سينمائي أكثر من مسرحي، حيث شارك في أفلام عديدة العالم السفلي (2003) والملكة (2006) والألماس الدموي (2006) وفروست ونيكسون (2008) واليونايتد الملعون (2009) وملحمة الشفق: قمر جديد (2009) واقتل الرسول (2014) وبعيدا عن صخب الناس (2015).
منذ 2013، هو يجسد الدور الرئيسي في مسلسل الدراما Masters of Sex، حيث ترشح عنه لجائزة غولدن غلوب.
شين كان في علاقة مع الممثلة كيت بيكينسيل من 1995 إلى 2003 ولديهما أبنة ولدت في 1999.

## روابط خارجية
- مايكل شين على موقع IMDb (الإنجليزية)
- مايكل شين على موقع روتن توميتوز (الإنجليزية)
- مايكل شين على موقع ألو سيني (الفرنسية)
- مايكل شين على موقع ميوزك برينز (الإنجليزية)
- مايكل شين على موقع تيرنر كلاسيك موفيز (الإنجليزية)
- مايكل شين على موقع أول موفي (الإنجليزية)
- مايكل شين على موقع بوكس أوفيس موجو (الإنجليزية)
- مايكل شين على موقع قاعدة بيانات برودواي على الإنترنت (الإنجليزية)
- مايكل شين على موقع قاعدة بيانات الأفلام السويدية (السويدية)
- مايكل شين على موقع إن إن دي بي (الإنجليزية)